# Roscoe Holcomb

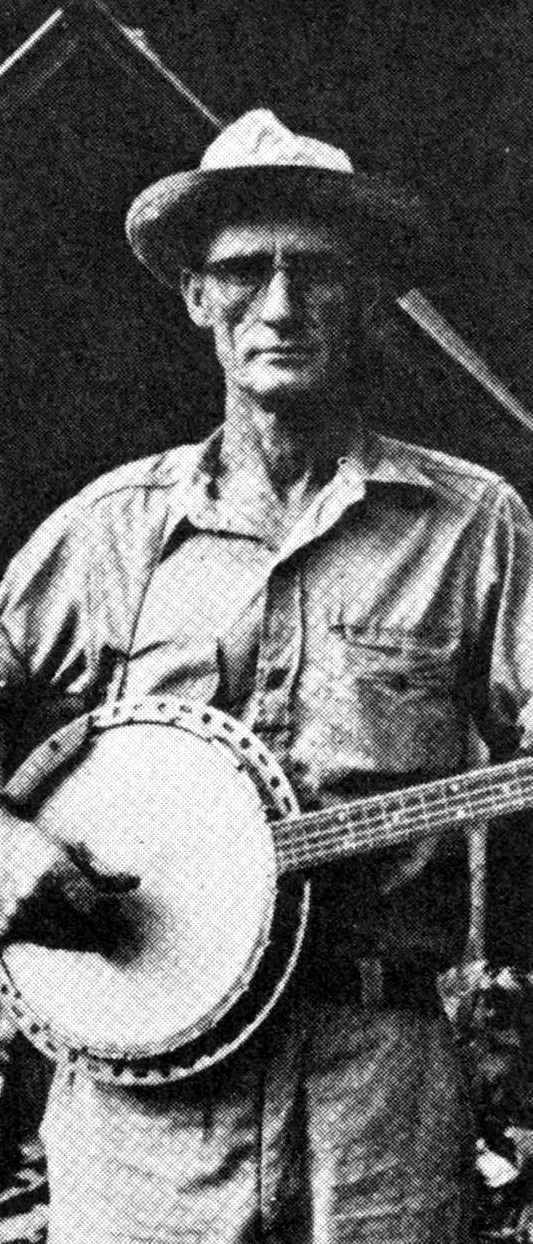
Roscoe Holcomb (1962)

Roscoe Holcomb (* 5. September 1912 als Roscoe Halcomb in Daisy, Kentucky; † 1. Februar 1981) war ein US-amerikanischer Sänger und Multiinstrumentalist (Banjo, Gitarre, Mundharmonika, Geige). Er sang und spielte Folk, Bluegrass, Country, Gospel und Old-Time Music. Er gilt als herausragender Vertreter der Musik der Appalachen.
Einen Großteil seines Lebens arbeitete Holcomb als Bergmann, Bauarbeiter oder Farmer. Erst Ende der 1950er Jahre machte er erste Aufnahmen; danach schlug er sich als Musiker durch, wobei ihm das Folk-Revival der 1960er Jahre zugutekam. Durch Krankheiten geschwächt, gab er 1978 sein letztes Konzert. Roscoe Holcomb starb 1981 im Alter von 68 Jahren in einem Pflegeheim.

## Diskografie
Zu Holcombs Lebzeiten veröffentlicht:
- The Music of Roscoe Holcomb and Wade Ward, Folkways Records, 1962
- The High Lonesome Sound, Folkways Records, 1965
- Close to Home, Folkways Records, 1975

Postum veröffentlicht:
- The High Lonesome Sound, Smithsonian Folkways, 1998
- An Untamed Sense of Control, Smithsonian Folkways, 2003

Holcombs Songs erschienen auf vielen Kompilationen mit verschiedenen Künstlern, darunter die folgenden, die zu seinen Lebzeiten veröffentlicht wurden:
- Mountain Music of Kentucky, Folkways Records, 1960 (6 von 29 Titeln)
- FOTM – Friends of Old Time Music, Folkways Records, 1964 (2 von 16 Titels)
- Zabriskie Point (Original Motion Picture Soundtrack), MGM Records, 1970 (1 von 11 Titeln)
- 3rd Annual Brandywine Mountain Music Convention – ’76 Music of Kentucky, Heritage Records [Virginia], 1977 (2 von 14 Titeln)